# IC 1950
IC 1950 — галактика типу Sc (компактна спіральна галактика) у сузір'ї Годинник.
Цей об'єкт міститься в оригінальній редакції індексного каталогу.